# Kůže

Řez lidskou kůží: 1. rohovitá vrstva; 2. germinativní vrstva; 3. mazová žláza; 4. kořen vlasu, cibulka; 5. potní žláza; 6. cévy; 7. tuková buňka; 8. potní pór; 9. vzpřimovač chlupu. Čidla: 10. bolesti; 11. doteku; 12. tlaku. Vrstvy: 13. pokožka (epidermis); 14. škára (dermis); 15. podkožní tkáň

Kůže (latinsky cutis, řecky derma) je rozměrný a souvislý orgán obratlovců, pokrývající zevní tělní povrch. Tvoří bariéru organismu před okolním prostředím a udržuje jeho integritu. Vnitřní stavba kůži dovoluje rychle se adaptovat na změny tvaru a pohybu těla. K hlavním funkcím se řadí ochrana, termoregulace, smyslové čití a účast na látkové výměně. Kůže je spolu s přídatnými orgány součástí bariérového systému kožního (latinsky integumentum commune).

## Charakteristika a význam
Další tělní povrchy živočichů, např. exoskelet členovců, mají rozdílný vývojový původ, stavbu a chemické složení. Kůže je orgán krycí soustavy na povrchu tvořený mnohovrstevným rohovějícím epitelem, pokožkou ektodermálního původu, která kryje hustší fibroelastické vazivo zvané škára z mezodermálního základu, jehož hlavní složkou jsou kolagenní a elastická vlákna s nervy, cévami, hladkou svalovinou, receptory a fibroblasty produkujícími kolagen a elastin. Povrch těla má několik typů kůže přizbůsobených funkci, ovšem vždy s totožnou stavbou. Rovněž mezidruhově je kůže u suchozemských a vodních obratlovců specializována a nabývá různých podob u obojživelníků, plazů a ptáků. Vzácně dochované fosilní otisky kůže druhohorních dinosaurů ukázaly, že většina z nich měla holou kůži, u některých druhů se ale vyvinulo peří (které zdědili i jejich vývojoví potomci – ptáci). Charakteristická jsou kožní adnexa – přídatné orgány epidermálního původu. Proces keratinizace, rohovatění povrchů, je společný všem obratlovcům a v důsledku plasticity tak vznikají odlišné struktury jako nehty, chlupy či plné rohy. Dokonce i mořští savci, velryby či delfíni, mají na kůži chlupy. Mezi adnexa se řadí šupiny plazů, peří, srst či typy žláz včetně té největší mléčné.
Kůže je první linií obrany organismu před zevními faktory. U člověka a dalších obratlovců hraje klíčovou roli proti vstupu patogenů a nadměrným ztrátám vody. Jako tepelný izolant se podílí na regulaci teploty. Nervová zakončení jsou důležitá pro čití různých kvalit podnětů. Kůže obsahuje receptory dotyku, tlaku, vibrací, bolesti a teploty. Výměnou iontů a solí se zapojuje do osmoregulace. Účinkem slunečního UV záření z prekurzoru ergosterolu produkuje vitamín D. Účastní se také látkové výměny, ať již prostřednictvím dýchání nebo potními a mazovými žlázami, jakožto exkreční orgán. Přítomnost imunokompetentních Langerhanových buněk umožňuje zapojení do imunitní reakce.

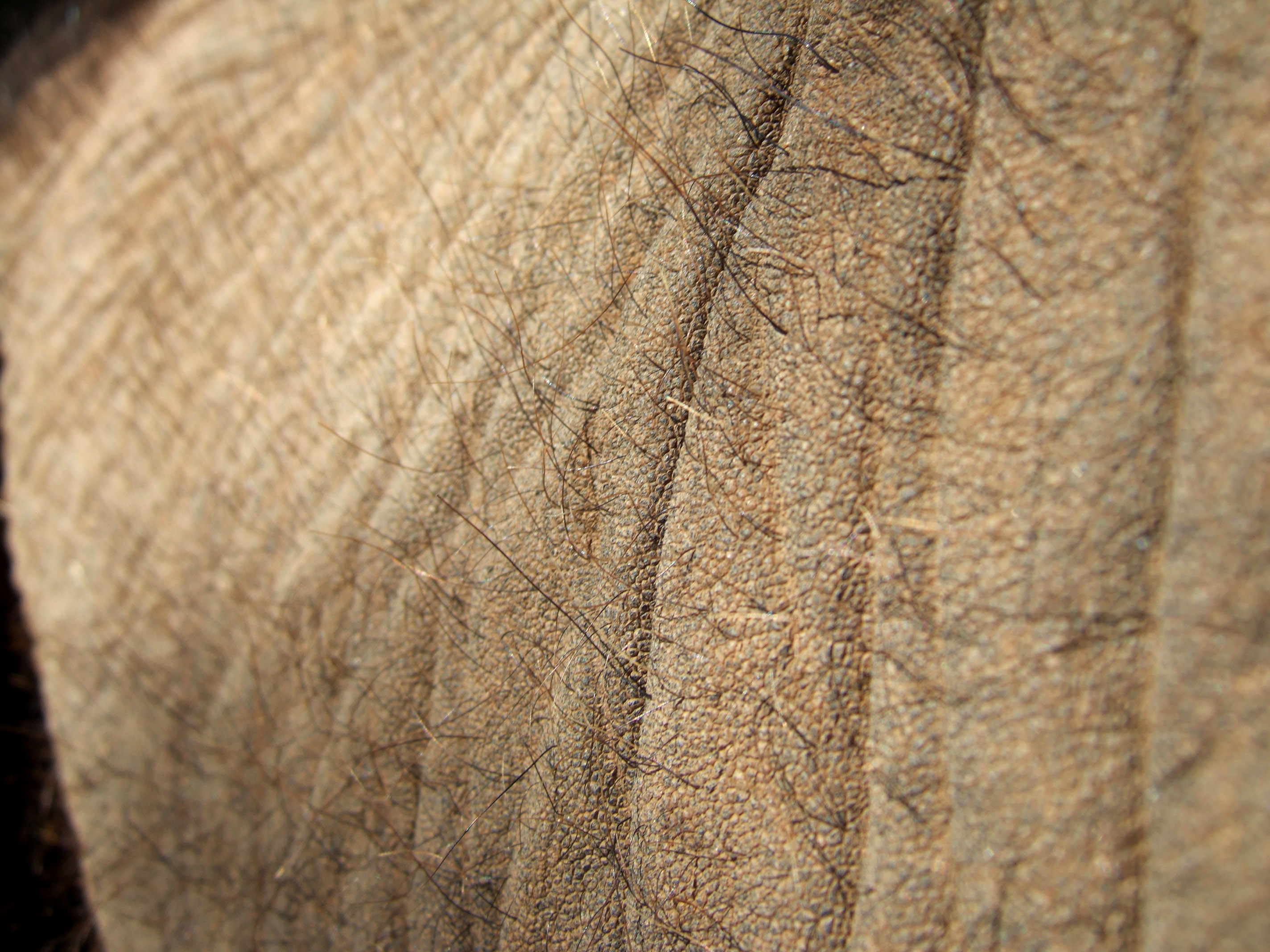
Detail sloní kůže

Tloušťka kůže se liší podle typu organismu a prostředí areálu, v němž jedinec žije. U člověka se její průměr pohybuje mezi 0,5–4 mm, s nejtenčím povrchem na očních víčkách a penisu, a největším ztluštěním na zádech. Povrchová epidermis je pak nejslabší ve vlasaté části hlavy a nad zápěstními klouby, nejtlustší naopak na dlani a chodidle. Poranění se hojí jizvou. Rychlost a kvalitu hojení ovlivňuje také hladina estrogenu, jehož se využívá v hormonální substituční léčbě stárnutí kůže.
Srst je tělní pokryv tvořený chlupy, které vyrůstají z kůže. Primárně slouží k ochraně před nepříznivými vlivy vnějšího prostředí, druhotně může mít jako další kožní adnexa (ochlupení) význam sekundárního pohlavního znaku či hrát roli při maskování. U některých živočichů je kůže pevná a tenká, s možností jejího zpracování na useň, vyčiněnou se zachováním srsti pro kožešinu, nebo nevydělanou po odstranění srsti k výrobě pergamenu. U plazů a většiny ryb tvoří kožní kryt tvrdé šupiny, které jim poskytují mechanickou ochranu a u ptáků se vyvinulo peří. Tyto struktury jsou vyztužené vláknitými skleroproteiny ze skupiny β-keratinů vznikajícími při keratinizaci. Naopak kůže obojživelníků nepředstavuje odolnou překážku, především s ohledem na snadnou průchodnost sloučenin a osmózu. Například u žáby sedící v roztoku sedativ by rychle natoupily sedační účinky v důsledku difuze účinných látek kůží. Ta u obojživelníků plní klíčovou funkci v každodenním přežití, schopnosti adaptovat se na velkou škálu lokalit a podmínek životního prostředí.

## Kůže obojživelníků
Kůže obojživelníků je holá, propustná a povrchově vždy zvlhčená. Na nahé kůži absentují rohovinové šupiny a do pokožky ústí slizové a jedové žlázy. Protkaná je bohatou sítí krevních vlásečnic blízko nejsvrchnější vrstvy. Na povrchu dochází k jejímu rohovatění a odlupování. Stará pokožka je obvykle v celku či po částech pravidelně svlékána a požírána. Její výměnu signalizuje zešednutí.
Kůže se významně účastní celkové ventilace organizmu v podobě kožního dýchání, rovněž má dominantní podíl na přijímání vody. Pravé drápy nejsou vyvinuty, ale mohou být přítomny podobné kožní deriváty k přidržování a hrabání (např. u drápatek), stejně jako krouhací zuby pulců. Samci disponují epidermální přídatnou strukturou, tzv. pářícími mozoly, sloužícími k uchopení samice při sexuálním aktu. U některých druhů jsou v kůži hlavy charakteristické kostěné mechanické opory tzv. osteodermy, vznikající dermální osifikací.
Alveolární žlázy jsou zanořeny ve škáře (koriu). Viskózní hlenový sekret v kůži plní protektivní funkci před maceračními účinky vody a v suchém prostředí ji naopak chrání před vysycháním. Složení hlenu má antibakteriální a antimykotický charakter. Sekret může být i jedovatý. Aromatické vlastnosti odrazují nepřátele. Granulární žlázky jsou lokalizovány jen v určitých oblastech (např. na hřbetu, slinné žláze) a secernují mlékovitý hlen, jenž také odpovídá za vyšší přilnavost kůže k povrchům.
Ve spodní vrstvě škáry jsou chromatofory s pigmentem. Rovněž pokožka obsahuje pigmentová granula. Některé druhy se vyznačují fyziologickou barvozměnou s ochranným aposematickým zbarvením. Změny barvy kůže podléhají neurohumorálnímu řízení a proto k nim dochází o něco pomaleji než u ryb, jež mají výhradně nervové řízení. Mezi chromatofory se řadí nejhlouběji uložené melanofory černého vzledu, výše lokalizované guanofory – leukofory a iridofory, u nichž pigment absentuje, a obsahují jen guaninové destičky odrážející světlo. Nejblíže k povrchu jsou uložené lipofory s granuly žlutých (xantofory) a červených (erytrofory) karotenoidů. Celkovou barvu kůže vytváří odraz a absorpce světelných paprsků na pigmentech, spolu s interferenčními jevy na povrchu kůže.

## Kůže člověka a dalších savců
Lidská kůže je největším a nejtěžším orgánem lidského těla o tloušťce 0,5–4 mm. U dospělého člověka se plocha kontaktu se zevním prostředím pohybuje v rozmezí 1,2–2,3 m2. Tvoří ji dvě hlavní vrstvy. Zevní pokožka (epidermis) ektodermálního původu, která kryje hustší fibroelastické vazivo škáru (dermis, corium), vyvinuté z mezenchymu. Ten se ve 3. až 4. měsíci fetálního vývoje diferencuje na vazivo. Škára je složená z papilární vrstvy, spojené s epidermis, a hlubší síťovité vrstvy. Kůže je ke svalové fascii, periostu či perichondriu připojena podkožním vazivem (tela subcutanea) prostřednictvím vazivových sept. Z hlediska tloušťky pokožky se rozlišují dva základní typy kůže, tzv. tlustý typ s hladkou kůží bez vlasů a silnou rohovitou vrstvou (dlaně, chodidla), a tzv. tenký typ s ochlupenou kůží, jenž kryje 90 % povrchu těla.

### Stavba kůže

Řez vrstvami kůže v histologickém preparátu (barvení hematoxylin-eozín)

1. Pokožka (epidermis) je nejzevnější vrstva těla i kůže, histologicky vícevrstevnatý dlaždicový epitel na povrchu zrohovatělý.[19] Základní keratin produkující buňky v různém vývojovém stádiu, keratinocyty, jsou uspořádány do pěti vrstev. Epidermis obsahuje také melanocyty s tvorbou melaninu, hvězdicovité Langerhansovy buňky a mechanoreceptory v podobě Merkelových buněk.[20] Keratinizační proces se odehrává dominantně ve středních vrstvách.[19] V nejpovrchnějších vrstvách, tzv. stratum disjunctum, již buňky nemají mezibuněčná spojení, přítomné jsou pouze mrtvé rohovité destičky, odlupující se ve formě šupinek (exfoliace), které tvoří kožní prach. Proces obnovení pokožky od vzniku až k exfoliaci u člověka trvá mezi 15–30 dny podle individuálních odlišností.[21][22] Pemphigus vzniká ztrátou mezibuněčných spojení keratinocytů. Jejich pět vrstev je uspořádáno směrem od povrchu:
  1. Rohovitá vrstva (stratum corneum) tvoří 15–20 povrchových vrstev pevně spojených, zploštělých a keratinizovaných buněk bez jádra a organel v podobě plochých destiček.[22] Má charakter částečně prostupného tmelu díky obsahu z Odlandových tělísek z trnité vrstvy. Je obranným valem proti průniku chemických a fyzikálních škodlivin (noxa) z vnějšku i úniku iontů.[20]
  2. Světlá vrstva (stratum lucidum) je tenká vrstva, jíž tvoří odumřelé epitelové buňky bez jader, s bílkovinou eleidinem v cytoplazmě. Nachází se pouze u tlustého typu kůže.[22]
  3. Zrnitá vrstva (stratum granulosum) se skládá z několika vrstev plochých a polygonálních buněk produkující bílkovinu keratohyalin. Ten se ukládá v granulech, která se usazují v cytoplazmě a jádře. Účinkem lyzozomů dochází k narušení organel i jádra, až v buňkách zůstávají shluky svazků keratinizovaných tonofilament, vázaných prostřednictvím granul. Podle Jelínka začíná keratinizace v této vrstvě.[22]
  4. Trnitá vrstva (stratum spinosum) je složená z polyedrických buněk propojených desmozomy, do nichž se z cytoplazmy paprsčitě upínají vláknitá tonofilamenta, což vytváří mechanickou pevnost pokožky;[23] podle Jamese Markse začíná v této vrstvě keratinizace.[24] Jsou v ní přítomné nepočetné Langerhansovy buňky vznikající z monocytů, které předávají antigeny lymfoidním buňkám.[25] V horní etáži vznikají v buňkách koluvitá lamelosní/lamelární tělíska (Odlandova tělíska), jež svůj obsah uvolňují exocytózou do mezibuněčné hmoty. Glykolipidová náplň tělísek je pak z vnějšku navázána na membrány buněk jako lipidová obálka. Spolu s matrix bohatou na proteoglykany a lipidy se stává neprostupným tmelem rohovité vrstvy.[21][20]
  5. Bazálni vrstva (stratum basale, stratum cylindricum) je tvořena jednou vrstvou válcovitých či krychlovitých buněk, velmi aktivně se mitoticky dělících a zakotvených na lamina basalis. Mezibuňěčné spojení zajišťují desmozomy.[23] Pro mitotickou činnost ve stratum spinosum a stratum basale nesou obě vrstvy společný název stratum germinativum Malpighi.[23] V obou nejspodnějších vrstvách se vyskytují melanocyty, které produkcí melaninu ovlivňují barvu kůže, rovněž tak mechanoreceptory Merkelovy buňky se vztahem k neuroendokrinnímu systému, a to ve 4–6% zastoupení této buněčné populace. U lupénky dochází ke zrychlené tvorbě buněk v germinativní vrstvě s výsledným ztluštěním pokožky, což vede k jejímu rychlému obnování přibližně za 7 dní.[26]
2. Škára (dermis, corium) je vazivová vrstva kůže od epidermis ostře oddělená zvlněnou bazální membránou, kotvící škáru k pokožce spoji, především hemidesmozomy.[26] Její tloušťka činí 0,5–2 mm.[27] Fibroblasty produkují kolagen a elastin. Škáru tvoří dvě vrstvy, směrem z povrchu: 
  1. Papilární vrstva (stratum papillare) s řídkým obsahem kolagenního vaziva a kolagenními vlákny konicky vybíhá vzhůru ve formě tzv. dermálních papil. Jednotlivé papily jsou obklopeny přiléhajícími výběžky pokožky zanořujícími se do škáry jako tzv. epidermální kristy. Tím je realizováno úzké spojení pokožky a škáry. Na povrchu kůže prstů a dlaní se papily projevují jako jedinečné papilární linie a slouží daktyloskopům k identifikaci osob. Vzhledem ke vzniku v hloubi pokožky je nelze mechanicky odstranit bez poškození kůže. Vrstva je bohatá na kapilární síť.[26][27]
  2. Síťovitá vrstva (stratum reticulare) je silnější, s malým množstvím buněk. Tvoří ji hustší neuspořádané vazivo prostoupené kolagenními a občas elastickými vlákny.[26] Jsou v ní zakořeněny vlasy a chlupy, včetně hladkého svalstva jejich vzpřimovačů (mm. arrectores pilorum).[27] Obsahuje část somestetického (kožního) exterorecepčního analyzátoru pro vnímání a přenos vzruchů. Jedná se o volná nervová zakončení i receptory (smyslová tělíska) čití chladu (Krauseho t.), tepla (Ruffiniho t.) – termoreceptory, dotyku a tlaku (Meissnerovy t.) – mechanoreceptory, rovněž tak i bolesti – nociceptory.[28]

- Podkožní tkáň (hypoderm, tela subcutanea) spojuje kůži s podkladem, jímž je fascie svalů, okostice či perichondrium. Vlastní pohyb kůže nad podkladem vychází ze složení kolagenního a tukového vaziva (paniculus adiposus). Může se tak vyskytovat řídké (víčka) či husté kolagenní vazivo (ušní boltec, nos). Jinak je podkožní vazivo formováno do lalůčků tukového vaziva s kolagenními pruhy mezi nimi, které spojují škáru s podkladem (retinacula cutis). Do kůže obličeje se upínají snopce příčně pruhovaného svalstva. Svazky hladkého svalstva míří do kůže prsního dvorce, šourku či malých pysků. V podkoží jsou uložena Vaterova–Paciniho tělíska pro vnímání hluboké citlivosti. Vazivo také tlumí nárazy.

- Kožní přídatné orgány – kožní adnexa, jsou deriváty ektodermu. Řadí se k nim vlasy, chlupy, nehty a exokrinní žlázy, které se dělí na holokrinní mazové (glandulae sebacceae) s vývojem v 5. měsíci plodu, a potní (glandulae sudoriferae) vznikající z epidermálních čepů vrůstajících do škáry ve 4. měsíci vývoje fétu, s podtypy potních žláz merokrinních, ekkrinních (sekretem je tekutina) a aromatických apokrinních. Specializovaným typem je mléčná žláza. Rovněž tak šupiny plazů a peří ptáků jsou ektodermálního původu, zatímco šupiny ryb mají základ v mezodermálním zárodečném listu. Adnexa mohou vznikat také jejich kombinací, respektive na styku. Krunýř želvy je společným derivátem sklerotomu, dermis a epidermis, s rohovinovými štíty na povrchu.

| 9 – chlup 10 – rohovitá vrstva (stratum corneum) 11 – vrstva pigmentu 12 – keratinocyty 13 – melanocyty 14 – vzpřimovač chlupu 15 – mazová žláza 16 – vlasový folikul 17 – cibulka obalená pochvami 18 – nerv 19 – krevní a lymfatické cévy 20 – potní žláza 21 – Vaterovo–Paciniho tělísko |  | 1 – ústí potní žlázy (porus sudorifer) 2 – spojení pokožky a škáry 3 – nervové zakončení 4 – pokožka (epidermis) 5 – škára (dermis) 6 – podkožní tkáň (hypoderm) 7 – žíla 8 – tepna |

Většina kožních nádorů vzniká v bazální a trnité vrstvě či z melanocytů, včetně karcinomů – bazaliomu a melanomu, který invazivně prorůstá přes bazální laminu do škáry a krevního i lymfatického řečiště.

## Funkce
Kůže jako jediný komplexně viditelný orgán odděluje jedince od zevního prostředí a plní několik funkcí:
- ochranná funkce – vytváří obranný val organismu před průnikem a účinkem chemických a fyzikálních vlivů, biologických nox včetně patogenů, kůže zároveň zamezuje dehydrataci, ztrátě iontů, a účastní se osmoregulace.
- imunitní funkce – zapojuje se do imunitní reakce, obsahuje mastocyty a monocyty[34] včetně Langerhansových buněk rozpoznávajících antigeny.
- smyslové vnímání – kůže jako největší senzorický orgán těla obsahuje volná nervová zakončení a smyslová tělíska čití chladu, tepla, dotyku, tlaku, hlubokého čití, bolesti a dalších počitků.
- termoregulační funkce – kůže u člověka je hlavním orgánem regulace tělesné teploty. Teplotní ztráty jsou redukovány izolantem v podobě tukové tkáně podkoží, vlasy, respektive srstí, peřím a šupinami u zvířat. Naopak odvádění tepla napomáhá sekrece potu a jeho odpařování na povrchu, rovněž tak bohatá vlásečnicová síť škáry, v níž změnu průtoku řídí sympatikus; parasympatická inervace v kůži chybí.
- účast na látkové výměně – zásobní energetický zdroj ukládáním tuků do podkožního vaziva převážně ve formě triacylglycerolů. Na metabolismu se podílí také dýcháním, když u savců v malé ale významné míře dovoluje transport látek a plynů (perspiratio insensibilis).[20] V pokožce vzniká vitamín D.
- podíl na psychice – úponem mimických svalů do kůže obličeje se významně podílí na zprostředkování emocí – psychice jedince, prostřednictvím manifestace projevů jakými jsou zčervenání, tzv. husí kůže či pocení. U člověka hraje také roli estetickou, podněcuje ke zdobení a krášlení, např. tetování.
- maskování – u některých obratlovců lze změnou vzhledu kůže, mimikry či aposematickou signalizací, dosáhnout ochrany před predátorem.
- zapojení do reprodukčního chování – pestré zbarvení kůže podporuje výběr pohlavního partnera pro úspěšné reprodukční chování.

## Kůže jako přírodní produkt a surovina

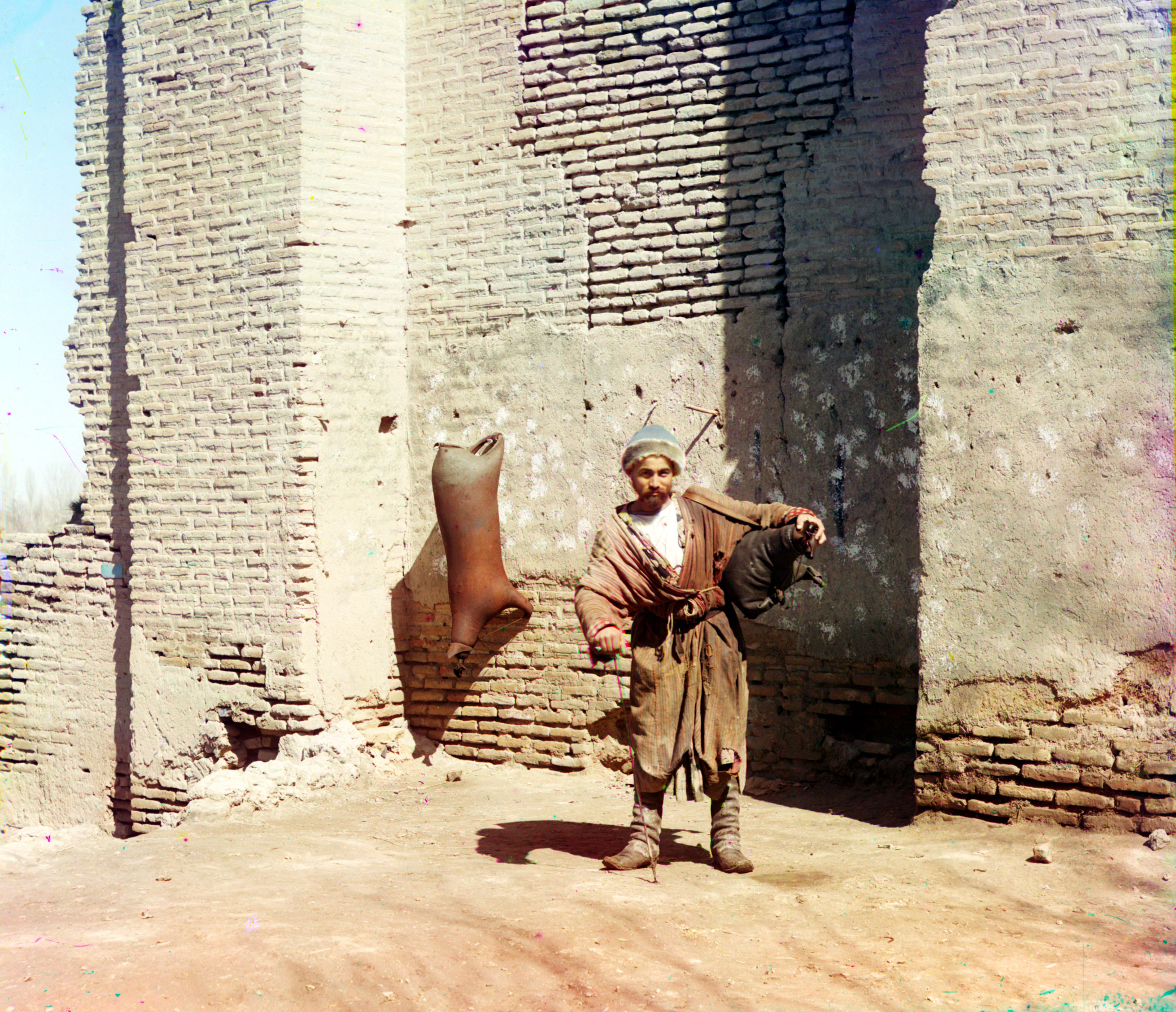
Zvířecí kůže použita jako "žok" na přepravu vody - carské Rusko, okolo roku 1915

Zpracovaná zvířecí kůže čili useň (výjimečně u některých přírodních národů i lidská kůže) se od pradávna využívala jako oděv nebo surovina k výrobě oděvů, obuvi, oděvních doplňků a různých artefaktů.
Specifické využití zejména v dřívějších dobách měla kůže při výrobě bicích hudebních nástrojů.